# 炎と森のカーニバル (曲)
「炎と森のカーニバル」（ほのおともりのカーニバル）は、日本のバンド・SEKAI NO OWARIのメジャー6作目（通算8作目）のシングル。

## 概要
- 前作「スノーマジックファンタジー」から約3ヶ月ぶりのシングルで、3rd映像作品『炎と森のカーニバル in 2013』と同時発売された[1]。
- 表題曲はNTTぷらら『ひかりTV』のCMソングに使用された。前作に引き続き、表題曲でCMソングを担当している[2]。
- カップリング曲はメンバー出演のロート製薬『OXY』のCMソングに使われた[3]。
- ジャケットが異なる初回限定盤Aと初回限定盤B、通常盤の3形態で発売された。初回限定盤Aには特典として表題曲のミュージック・ビデオ、初回限定盤Bには今作のレコーディングドキュメンタリー映像を収録したDVDが同梱された。また、前作に引き続き通常盤の初回生産分には謎のDVDが当たるスクラッチカードが封入された[1][4]。
- 今作で『第56回日本レコード大賞』優秀作品賞を受賞した[5]。

## 収録曲
1. 炎と森のカーニバル [4:56]
作詞・作曲：Fukase
編曲：SEKAI NO OWARI、CHRYSANTHEMUM BRIDGE
ブラスバンドアレンジ：福田洋介
バンドが掲げる「TOKYO FANTASY」をテーマに制作された[6]。この楽曲では、バスドラムの音色に花火の音を合わせて録音されている。これはFukaseがNakajinと一緒に花火大会に行った際、花火の心臓に響く低音をライブで出したいという発想から生まれている。この楽曲のバスドラムの音を制作するために、あらゆる種類の花火の音を合わせて試行錯誤された。歌詞についてはノンフィクションで、Fukase曰く「全部実在するストーリー」だという[7]。モデルとなっているのはFukaseがアルバイトしていたことがある横浜市のよこはまコスモワールド[8]。後に優秀作品賞を受賞したことによる『第56回日本レコード大賞』の記者会見で、同じく優秀作品賞を受賞していたきゃりーぱみゅぱみゅを題材にして制作したと公表している[9]。
ミュージック・ビデオは「RPG」「スノーマジックファンタジー」を手掛けた田向潤が監督を務め、雪が残る夜の森の中でミイラ男、バレリーナ、大道芸人、鼓笛隊が出演し、メンバーとパレードを繰り広げる様子を1台のカメラで撮影している[6]。
2. ピエロ [5:32]
作詞・作曲：Fukase
編曲：SEKAI NO OWARI、CHRYSANTHEMUM BRIDGE
ブラスバンドアレンジ：福田洋介
3. Holy Forest -remixed by melodysheep from U.S.A.- [5:38]
作詞・作曲：Fukase
英補作詞：ネルソン・バビンコイ
リミックス：Melodysheep
「深い森」のリミックスバージョン。

## 参加ミュージシャン
SEKAI NO OWARI
- Nakajin：Leader & Sound Produce & Guitar
- Fukase：Conceptor & Vocal
- Saori：Show Produce & Piano
- DJ LOVE：Sound Selector & DJ

Additional Musician
- Orchestra (#1,2)
  - 山田泰之：Conductor
  - 飯島久江：Sub Conductor
  - 長野健：Field Recordings
  - 東京都立葛飾総合高等学校吹奏楽部

浅岡芽久、森田叶、石井津加沙、猪野木美穂、笠川梨紗、小網唯愛、大津流風、清水琴美、高橋依織、水口優、前田奈央、佐藤由芽、内山由理、仲村絵理、富田綾花、那花美映利、古旗美香、堀口友佳、伊藤勇太、國澤美波、松田美佳、宮田夢翔、山崎涼香、根本瞳、板倉優菜、前岡美里、真柄亜聖、宮口睦、奥口麻衣、染谷美穂、戸谷恵、梁川知里、浦潟光司、西村真澄、久保舞香、佐藤宥磨、荒井思人、牛込洋明、戸室香花、中村七海、伴あさみ、川上知紘、河崎航、岸川琴音、本多正樹、沼田紗由美、比嘉美月、松居明歩、菊池優花、石郷岡渉、遠藤萌里、伊勢山佳穂、小宮山恵里奈、清水里奈、植木紗耶香、大蔦寛幸、森田衣香、溝部紗希、工藤望、古滝響、小竹未純、河崎萌、後藤蓮、井上直、高尾もも、松田梨瑚、関谷綾太、加藤玲恩、坂本唯、白井真梨子、佐藤初那、塚越千尋、長岡未華、深川留里、河邉心、杉原朋美、廣田雅也
- 斎藤順：Contrabass (#1)

## 参加企業
- 花火音サンプリングレコーディング協力
  - 新潟煙火工業
  - 新潟照明技研
  - ヒビノ株式会社
  - キョードー北陸

## タイアップ
- NTTぷらら『ひかりTV』CMソング (#1)
- ロート製薬『OXY』CMソング (#2)

## 収録アルバム
- Tree (#1,2)
- SOS/プレゼント(ピエロ[Twilight City arranged]のみ)
- SEKAI NO OWARI 2010-2019(#1)